# Estelle Perrossier
Estelle Perrossier, née le 12 janvier 1990 à Lyon, est une athlète française, spécialiste du 400 mètres.

## Biographie
En début de saison 2014, à Bordeaux, elle devient championne de France en salle du 400 m en 54s 34. Elle participe aux séries du relais 4 × 400 m lors des championnats d'Europe 2014 de Zurich en Suisse et permet à l'équipe de France d'accéder à la finale. Non retenue pour la finale de l'épreuve, elle reçoit la médaille d'or au même titre que ses coéquipières qui remportent le titre.
Terminant troisième aux Championnats de France d'athlétisme en 2015 derrière Floria Guei et Marie Gayot, elle obtient sa place de titulaire dans le relais 4x400m en étant sélectionnée pour les Championnats du Monde de Pékin en 2015. À l'occasion de ce championnat, elle est qualifiée pour la finale en compagnie de ses coéquipières Marie Gayot, Agnès Raharolahy et Floria Guei, en effectuant le premier parcours. En finale, elle prend le départ au couloir numéro 9 et doit affronter sur le premier relais les deux dernières championnes olympiques soit Sanya Richards-Ross et Christine Ohuruogu. Elle parvient à transmettre le témoin en quatrième position à Marie Gayot. Malheureusement, Agnès Raharolahy est victime d'une chute dans le troisième relais, après s'être fait bousculer par une concurrente du Nigeria. La France termine sixième en 3 min 26 s 45.
En 2017, Estelle Perrossier remporte la médaille de bronze des championnats de France sur 400 m (derrière Elea-Mariama Diarra et Floria Guei) et porte son record à 52 s 18.

## Palmarès
| Date | Compétition                       | Lieu      | Résultat | Épreuve   | Temps         |
| ---- | --------------------------------- | --------- | -------- | --------- | ------------- |
| 2014 | Championnats d'Europe par équipes | Brunswick | 3e       | 4 × 400 m | 3 min 28 s 35 |
| 2014 | Championnats d'Europe             | Zurich    | 1re      | 4 × 400 m | séries        |
| 2015 | Championnats du monde             | Pékin     | 6e       | 4 × 400 m | 3 min 26 s 45 |
| 2017 | Relais mondiaux de l'IAAF         | Nassau    | 6e       | 4 × 200 m | 1 min 35 s 11 |
| 2017 | Championnats du monde             | Londres   | 4e       | 4 × 400 m | 3 min 26 s 56 |
| 2018 | Championnats d'Europe             | Berlin    | 2e       | 4 × 400 m | séries        |
| 2019 | Relais mondiaux de l'IAAF         | Yokohama  | 8e       | 4 × 400 m | 3 min 36 s 28 |

## Records
| Épreuve | Épreuve   | Performance | Lieu      | Date            |
| ------- | --------- | ----------- | --------- | --------------- |
| 400 m   | Plein air | 52 s 18     | Marseille | 16 juillet 2017 |
| 400 m   | En salle  | 53 s 36     | Vienne    | 27 janvier 2018 |